# إيران في الألعاب الأولمبية الصيفية 1952
شاركت إيران في دورة الألعاب الأولمبية الصيفية 1952 في هلسنكي ، فنلندا . 22 رياضيًا ومثلوا إيران في أولمبياد 1952.  وحصلت على 7 ميداليات واحتلت المرتبة 30 في هذه الألعاب.

## المنافسين
| رياضة       | رجال | النساء | المجموع |
| ----------- | ---- | ------ | ------- |
| ألعاب القوى | 1    |        | 1       |
| ملاكمة      | 6    |        | 6       |
| رفع الاثقال | 7    |        | 7       |
| مصارعة      | 8    |        | 8       |
| المجموع     | 22   | 0      | 22      |

## روابط خارجية
- التقارير الأولمبية الرسمية
- قاعدة بيانات نتائج اللجنة الأولمبية الدولية